# Jean Coulon (sculpteur)
Pour les articles homonymes, voir Coulon.
Jean Coulon est un sculpteur français, né à Ébreuil (Allier) le 17 avril 1853 et mort à Vichy (Allier) le 5 janvier 1923.

## Biographie
Jean Coulon est le fils de Nicolas Coulon, un tailleur de pierre installé à Clermont-Ferrand. En 1876, il se rend à Paris et s'inscrit à l'École nationale supérieure des beaux-arts, dans l'atelier de sculpture de Jules Cavelier (1814-1894). Il débute au Salon des artistes français de 1880 avec La Mort de Pyrame qui lui vaut une 3e médaille. L'œuvre est achetée par l'État pour la ville de Dinan. Sa réussite dans les sujets mythologiques durera jusqu'en 1890.
En 1894, il collabore avec le céramiste Pierre-Adrien Dalpayrat (1844-1910), dans sa faïencerie de Bourg-la-Reine (Hauts-de-Seine), à l'élaboration de sculptures pour des sujets en grès émaillé, lesquelles ont du succès. En 1895, il réalise un buste du poète Théodore de Banville à partir d'un dessin de Georges-Antoine Rochegrosse, beau-fils du poète. La ville de Gannat lui passe la commande d'un monument à la gloire des victimes de la guerre de 1870-1871, La Patrie en deuil, qui sera inauguré un an plus tard, le 20 septembre 1896. Il réalise cette même année le buste de Joseph Hennequin. Une partie de ces œuvres, les bustes de Gabriel Delarue, Joseph Hennequin et une statue plus tardive, Le Grand Ferré (1925), seront détruites pendant la Seconde Guerre mondiale, envoyées à la fonte pour la récupération du métal. Yves Machelon, maire de Gannat, fera sculpter en pierre les deux bustes d'après les plâtres conservés dans la maison de l'artiste à Ébreuil.
De 1904 à la date de sa mort, Jean Coulon siégera au conseil municipal. En 1922, malade, il se rend à Vichy et y meurt le 5 janvier 1923.

## Œuvres dans les collections publiques ou dans l'espace public
Aux États-Unis

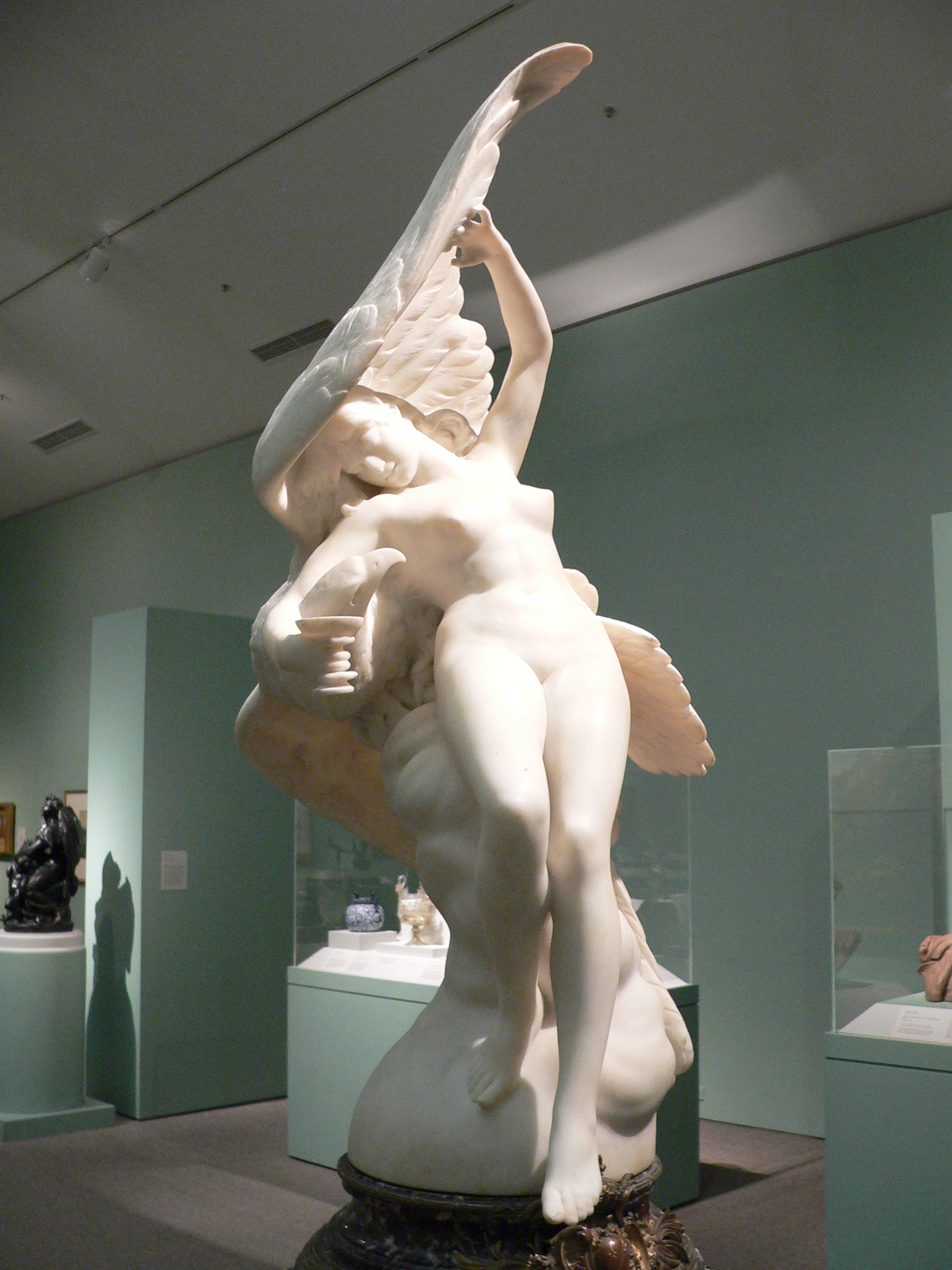
Hebe coelestis (vers 1886), marbre, Stanford, Iris & B. Gerald Cantor Center for Visual Arts.

- Stanford, Iris & B. Gerald Cantor Center for Visual Arts : Hebe coelestis, vers 1886, groupe en marbre.

En France
- Ébreuil, place de la Mairie : statue de bronze pour le monument aux morts, représentant une femme qui tient une couronne de laurier de la main droite et un drapeau de la main gauche[3],[4].
- Gannat, cimetière : monument aux morts de la guerre de 1870-71, La Patrie en deuil[3],[5],[1].
- Mâcon, musée des Ursulines : Figure de sirène (naïade), 1902, grès d'après Jean Coulon par la manufacture nationale de Sèvres[6].
- Moulins, place d'Allier (1902-1987) puis square du Maréchal-Leclerc (2009) : monument départemental aux morts de la guerre de 1870-71. Une revanche ailée brandit un glaive et souffle dans une trompette[3],[7].
- Nice musée des beaux-arts: Hebe coelestis, 1888, groupe en marbre, 96 cm.
- Saint-Pourçain-sur-Sioule, esplanade Georges-Clemenceau, au chevet de l'église : monument aux morts. Statue de femme représentant une allégorie de la Victoire avec couronne de laurier et drapeau[3],[8].
- Toulon, musée d'art : Flore et Zéphire, 1883.
- Vichy, place de la République : Le Génie de la Liberté ou Le Génie de la République offrant la Paix et la Concorde au Monde, 1904, groupe en bronze. Le piédestal était flanqué de quatre allégories représentant l'Art, l'Agriculture, le Commerce et l'Industrie. Déposé en 1934 pour la construction de l'hôtel des Postes, les bronzes seront enlevés par les Allemands le 21 juillet 1942. Le Génie de la Liberté seul est récupéré à Hambourg et remis en place le 4 avril 1951.
- Wassy, parc des Grandes promenades : Le Triomphe de Galatée, 1889, fonte, fonte Durenne.

## Éditions
- La Nuit, 1894, en collaboration avec Pierre-Adrien Dalpayrat, faïencerie de Bourg-la-Reine. Pichet anthropomorphe, grès à anse détachée en corps de femme. Décor de tête de chouette et de femmes nues s'accrochant aux flancs de l'urne, émail vert velouté nuancé, signée du cachet de la grenade éclatée, 27,5 cm.

## Salons
- 1880 : La Mort de Pyrame, statue en plâtre d'après les Métamorphoses d'Ovide, n° 6221, 270 × 80 cm, médaille de troisième classe.
- 1883 : Flore et Zéphire.
- 1886 : Hebe coelestis, groupe en plâtre, n° 3713, médaille de deuxième classe.
- 1892 : Rêve d'Amour, plâtre.

## Expositions
- 1884 : Genève, Victoria Hall, La Musique.
- 1894 : Paris, galerie Georges Petit, La Nuit.